# Marcelo Fabián Mazzitelli
Marcelo Fabián Mazzitelli (Buenos Aires, 25 de junio de 1960) es un prelado católico argentino. Actualmente, se desempeña como obispo auxiliar de Mendoza y administrador apostólico de San Rafael.